# Grant Ward
Grant Ward es un personaje de ficción que se originó en el universo cinematográfico de Marvel antes de aparecer en Marvel Comics.
El personaje, creado por Joss Whedon, Jed Whedon y Maurissa Tancharoen, apareció por primera vez en el episodio 1 de Agents of S.H.I.E.L.D. (24 de septiembre de 2013) y es interpretado por Brett Dalton.

## Historial de publicaciones
Grant Ward hizo su debut en el cómic en All-New, All-Different Marvel Point One # 1 (diciembre de 2015), creado por Marc Guggenheim y German Peralta.

## Biografía
Se lo ve trabajando estrechamente con Phil Coulson para infiltrarse en Hydra de Gorgon. Se las arregla para hacerse pasar por un seguidor de Hydra después de proteger a Gorgon de una de las ráfagas repulsoras de Iron Man. Sin embargo, Ward termina uniéndose genuinamente a Hydra y dispara a María Hill, pero afortunadamente Hill se había puesto de moda y se había reemplazado con un Life Model Decoy.
Luego apareció robando un Quantum Drive, que finalmente fue comprado por John Walker y regresó a S.H.I.E.L.D. Desesperado, secuestra a Coulson y a su novia telepática Lola Daniels y la obliga a leer la mente de Coulson. Él usa la información para darle a Hydra los planes para crear trajes blindados. Ward y Coulson pelean más tarde, con Ward matando a Lola, pero Coulson lo arresta.
Cuando Elektra vuelve a unirse a S.H.I.E.L.D., trae a Ward de nuevo al equipo, aunque ella le da un collar con un dispositivo explosivo para asegurar su lealtad.
Otro Grant Ward aparece brevemente en Hail Hydra # 1 (septiembre de 2015) durante la historia de Secret Wars. Este personaje es un miembro de bajo rango de Hydra que reside en el dominio del Battleworld del Imperio Hydra, y no parece estar relacionado ni asociado con el más familiar Grant Ward.

## En otros medios

### Televisión
- Grant Ward hace su aparición en la serie de Agents of S.H.I.E.L.D., interpretado por Brett Dalton:
  - En la primera temporada, forma parte del equipo de Coulson al alcanzar el nivel 7 de S.H.I.E.L.D., pese a estar consiente de sus acciones el en realidad llegó a estimar a sus compañeros como a Fitz y Simmons y después de relacionarse con Melinda May, terminó por interesarse en Skye a quien entreno bajo su tutela. Se descubre que es un doble agente de HYDRA, por el veterano John Garrett como el Clarividente de HYDRA y es responsable de la muerte de los agentes Gadot y Victoria Hand. Tras la derrota de Garrett, fue arrestado por sus excompañeros bajo custodia.
  - En la segunda temporada, escapa de su prisión, y enfrentar a su hermano (senador) para obligarlo a confesar lo que le hizo en el pasado, poco después lo asesina junto a sus padres y usa la confesión para cubrir el homicidio de su familia. Ward intenta unirse de nuevo en HYDRA que en ese entonces era liderada por Whitehall. Él lleva a Skye con su padre biológico, pero ella le dispara cuando ambos quedan solos y lo abandona para dejarlo morir, pero es rescatado por la agente 33 (al relacionarse con ella) quien quedó en una situación parecida a él cuando Whitehall inevitablemente muere. Trata de lastimar a los compañeros de Coulson, empezando con Bobbi Morse. Al escapar ella con Lance Hunter, le dispara por error a 33, pensando que era May. Devastado por la muerte de su pareja, Ward decide reconstruir HYDRA por su cuenta habiéndose convertido en un enemigo personal de S.H.I.E.L.D.
  - En la tercera temporada, recluta a nuevos miembros haciéndolos pasar por duras pruebas de admisión así como querer construir a HYDRA bajo una perspectiva diferente, hasta recluta al hijo del Barón Strucker. Después de escapar de los vengativos Hunter y May, Ward establece contacto con un veterano de HYDRA, Gideon Malick quien le ofrece su ayuda a vengarse de Coulson tras comprobar que él es un digno miembro de la organización y le pide su ayuda para traer de regreso a la tierra al primer Inhumano. Ward consigue matar a Rosalind, la pareja de Coulson y luego de secuestrar y torturar a Fitz y Simmons, el acepta liderar a un equipo al planeta "Maveth" esperando traer de regreso a la tierra al Inhumano usando a Fitz como su guía. Es seguido a través del portal por Coulson quien tras rastrearlo, lo mata con su mano robótica a pesar de que Ward suplicó por su vida. Sin embargo, antes de que el portal se cierre, el cadáver de Ward es poseído por el Inhumano Hive para usarlo como su nuevo huésped y de esa manera Ward se presenta ante Malick para continuar con los planes de Hydra.
  - En la cuarta temporada, Ward reaparece, como una versión alterna de sí mismo en el mundo virtual conocido como el "Framework". Dentro de esta realidad, en la que Hydra gobierna el mundo, Ward es bueno y forma parte de la resistencia de S.H.I.E.L.D., que funciona como una organización clandestina.

### Videojuegos
- Grant Ward es un personaje jugable de DLC en Lego Marvel's Avengers.[6]